# Talsperre Alarcón
Die Talsperre Alarcón (spanisch Presa de Alarcón) ist eine Talsperre mit Wasserkraftwerk in der Gemeinde Alarcón, Provinz Cuenca, Spanien. Sie staut den Júcar zu einem Stausee auf. Die Talsperre dient sowohl der Stromerzeugung als auch der Bewässerung und Trinkwasserversorgung. Mit ihrem Bau wurde 1941 (bzw. 1942) begonnen; sie wurde 1952 (bzw. 1955) fertiggestellt. Die Talsperre ist in Staatsbesitz und wird von der Unión Sindical de Usuarios del Júcar betrieben. Das Kraftwerk wird von Iberdrola betrieben.

## Absperrbauwerk
Das Absperrbauwerk ist eine Gewichtsstaumauer aus Beton mit einer Höhe von 67 (bzw. 70 oder 71,20) m über der Gründungssohle. Die Mauerkrone liegt auf einer Höhe von 814 m über dem Meeresspiegel. Die Länge der Mauerkrone beträgt 317 m. An der Basis liegt die Breite der Staumauer bei 65 m. Das Volumen der Staumauer beträgt 229.630 m³.
Die Staumauer verfügt sowohl über einen Grundablass als auch über eine Hochwasserentlastung. Über den Grundablass können maximal 70 (bzw. 79) m³/s abgeleitet werden, über die Hochwasserentlastung maximal 1317 (bzw. 1750) m³/s. Das Bemessungshochwasser liegt bei 1700 m³/s; das Bemessungshochwasser, wie es einmal in 10.000 Jahren vorkommt, wird mit 2916 m³/s angegeben.

## Stausee
Beim normalen Stauziel von 806 m erstreckt sich der Stausee über eine Fläche von rund 68,40 km² und fasst 1,118 Mrd. m³ Wasser; davon können 1,118 Mrd. m³ genutzt werden.

## Kraftwerk
Die installierte Leistung des Kraftwerks beträgt 16 MW. Die durchschnittliche Jahreserzeugung liegt bei 44,17 Mio. kWh. Die beiden Francis-Turbinen leisten jede maximal 7,945 MW. Die Fallhöhe beträgt 52 m. Der maximale Durchfluss liegt bei 17,5 m³/s je Turbine.